# Мерсер, Лавон
Лаво́н Мерсер (англ. LaVon Mercer; род. 13 января 1959, Меттер, Джорджия) — американский и израильский профессиональный баскетболист и баскетбольный тренер. Пятикратный чемпион и четырёхкратный обладатель Кубка Израиля, финалист Кубка чемпионов 1988/1989 в составе клуба «Маккаби» (Тель-Авив).

## Биография
Лавон Мерсер родился и вырос в Джорджии. Во время учёбы в университете Джорджии он выступал за баскетбольную сборную этого вуза. В сезоне 1975/1976 он в среднем делал за игру 30,8 подбора, что и сорок лет спустя оставалось непобитым рекордом Национальной федерации ассоциаций вузов штатов. После того, как срок его спортивной стипендии истёк в 1980 году, Мерсер бросил колледж, не завершив образования.
На драфте НБА 1980 года Мерсер был выбран в третьем круге клубом «Сан-Антонио Спёрс», но в НБА так никогда и не сыграл. В том же году его рекомендовали тренеру израильского клуба «Хапоэль» (Тель-Авив) Шими Ригеру, который искал в США сильного игрока в оборону и сразу оценил способности Мерсера в этой области. Ригер немедленно отправил Мерсера в Израиль, и тот провёл в этой стране 14 лет, за это время получив гражданство и отслужив в Армии обороны Израиля. После восьми лет в «Хапоэле» Мерсер, которого в Израиле называли «Лаван» («Белый»), перешёл в другую тель-авивскую команду, «Маккаби». За шесть сезонов в «Маккаби» Мерсер завоевал с этим клубом пять титулов чемпиона Израиля и четыре Кубка Израиля, а также сыграл с ним в финале Кубка чемпионов 1988/1989 и в полуфинале в 1990/1991. За сборную Израиля Мерсер провёл 79 игр, набирая в среднем по 15,8 очка за матч.
За время выступлений в израильской лиге Мерсер набрал 4516 очков (результат в третьем десятке лучших бомбардиров Израиля всех времён). Это был один из самых популярных легионеров в израильском баскетболе, особенно отличавшийся своей способностью блокировать броски, но также способный эффективно играть в нападении, в частности, спиной к кольцу, и отличный командный игрок. Мерсер отличался джентльменским поведением на площадке, однако именно он совершил одно из самых грубых нарушений в истории израильского баскетбола, ударом по лицу сбив с ног Томера Штайнхауэра в решающем матче финальной серии чемпионата Израиля 1991/1992 против своей бывшей команды — «Хапоэля». Вспоминая об этом эпизоде, Мерсер признавал свою вину, но отмечал, что этот удар последовал после целой серии провокаций со стороны Штайнхауэра, включая несколько попыток поставить ему подножку.
Завершив игровую карьеру, Мерсер в 1994 году вернулся в США, где завершил своё академическое образование, получив степень бакалавра по поведенческой психологии в Национальном университете Луиса. Он начал тренировать команду колледжа Спелман в Атланте (Джорджия), традиционно открытого для цветных студенток. Параллельно с тренерской работой он занимается страховым бизнесом. Мерсер участвует в пропагандистских кампаниях в поддержку Израиля среди чернокожих граждан США, вначале по собственной инициативе, а затем по соглашению с консульством Израиля в Атланте.